# USS Ranger (CV-61)
El USS Ranger (CV/CVA-61) fue un portaaviones de la clase Forrestal de la Armada de los Estados Unidos. Sirvió en la Armada desde 1957 a 1993, y estaba a la espera de convertirse en buque museo, pero a  fines de 2014 se autorizó su venta para desguace.
A principios de marzo de 2015, zarpó remolcado, desde Brementon, Washington y viaja rumbo a Brownsville, Texas, donde será desguazado. Viaja vía estrecho de Magallanes.
Fue el séptimo buque de la Armada en portar este nombre.
Se usó en la película Top Gun dirigida por Tony Scott y protagonizada por Tom Cruise para rodar las escenas de despegue de los F-14 Tomcat

## Historia

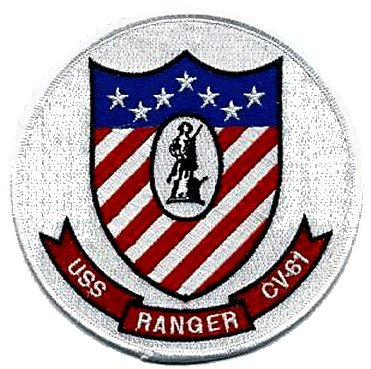
Insignia del USS Ranger.

El USS Ranger fue el primer portaaviones en el que se incluyó en su diseño una cubierta en ángulo (sus hermanos mayores Forrestal y Saratoga se había diseñado como naves de cubierta longitudinales y se cambió el diseño mientras se encontraban en construcción). Fue puesto en grada el 2 de agosto de 1954 en los astilleros Newport News Shipbuilding & Drydock Co., en Newport News, Virginia, y fue botado el 29 de septiembre de 1956, siendo la madrina del acto la esposa del almirante Arthur W. Radford, Presidente del Estado Mayor Conjunto de los Estados Unidos, y entró en servicio el 10 de agosto de 1957, siendo su primer comandante el capitán Charles T. Booth II.
El USS Ranger se unió a la Flota del Atlántico de Estados Unidos el 3 de octubre de 1957. El 4 de octubre zarpó rumbo a la bahía de Guantánamo, Cuba, para realizar las pruebas de mar. Momentos antes de zarpar se embarcaron los hombres y los aviones del Escuadrón de Ataque 85. Continuó realizando diversas operaciones aéreas y ejercicios individuales a lo largo de la costa este y en el mar Caribe hasta el 20 de junio de 1958. Más tarde partió de Norfolk, Virginia, con 200 aspirantes a oficiales de la Reserva Naval para un crucero de dos meses en el cual el portaaviones bordeó el cabo de Hornos. El 20 de agosto llegó a su nuevo puerto base en Alameda, California, y fue asignado a la Flota del Pacífico.
El USS Ranger fue dado de baja el 10 de julio de 1993, y está en la lista de buques inactivos. Se encuentra atracado en las instalaciones de mantenimiento en la base de Bremerton, Washington. Desde 2004, una organización sin ánimo de lucro está trabajando para llevar al USS Ranger a Pórtland, Oregón para convertirlo en un museo naval y aeroespacial, centro educativo, y un escenario para eventos especiales.
El USS Ranger ganó 13 estrellas de servicio durante la Guerra de Vietnam.